# Gerard Tieman
Gerard Tieman (Amsterdam, 1 maart 1926 - Zeist, 6 februari 2023) was een Nederlands verzetsstrijder tijdens de Tweede Wereldoorlog en was de enige levende drager van het Verzetskruis.
Tieman was student aan de Analistenopleiding van Instituut Korver te Utrecht. Hij maakte deel uit van het verzet.
Tieman kreeg na de oorlog bij Koninklijk Besluit van 9 juli 1946 als enige levende persoon het Verzetskruis 1940-1945 uitgereikt. Het Verzetskruis (niet te verwarren met het Verzetsherdenkingskruis) is na de Militaire Willems-Orde en de daarmee verbonden Eresabel de hoogste Nederlandse onderscheiding, die bedoeld is voor personen die zich tijdens de Tweede Wereldoorlog bezighielden met verzet tegen de Duitse of Japanse bezetter. Tieman verbleef toen in het blindeninstituut te Bussum ter revalidatie van verwondingen die hij tijdens de oorlog had opgelopen bij het werken met explosieven. Het Verzetskruis werd persoonlijk door koningin Wilhelmina uitgereikt.
Zijn Verzetskruis was kleiner en lichter dan het postuum verleende Verzetskruis. Dat maakte het bronzen kruis draagbaar.
Tiemans vader W.A. Tieman, was rechercheur bij de vreemdelingenpolitie in Utrecht. Hij stak zijn anti-nationaalsocialistische gezindheid niet onder stoelen en banken. Dat had tot gevolg dat hij op 4 juni 1942 werd ontslagen. Hij was zich inmiddels gaan bezighouden met verzetswerk en was lid geworden van de OD. Gerard Tieman volgde het voorbeeld van zijn vader. In de eerste oorlogswinter gooide de pas 14-jarige Gerard ruiten bij NSB’ers in. Hij werd betrapt en kwam als gevolg daarvan gedurende één jaar onder toezicht van een ambtenaar van de Kinderwetten. Nadat hij zijn schoolopleiding had afgerond, volgde hij een analistenopleiding bij het Instituut Korver te Utrecht. Voor het opdoen van werkervaring kreeg hij een baan bij het chemisch laboratorium van de Rijksuniversiteit Utrecht.
Daar is hij vermoedelijk in contact gekomen met een lid van de groep-Arondeus. Tieman werd gevraagd voor de groep explosieven en zeer brandbare stoffen te vervaardigen. In de zomer en herfst van 1942 hielp hij bij het onderbrengen van Joden. Toen hij op 15 maart 1943 bezig was met de vervaardiging van zeer brandbaar materiaal ontploften de chemische stoffen. Tieman raakte hierbij zwaargewond: volledige blindheid en verminking van de rechterhand. De SD was te ore gekomen dat een ontploffing had plaatsgevonden en verhoorde de zwaar gewonde Tieman, maar die wist de ware toedracht verborgen te houden. 
Eenmaal weer thuis hielp hij zijn vader waar mogelijk bij zijn verzetsactiviteiten. Zo vervulde hij belangrijke koeroersdiensten, waarbij hij als 18- of 19-jarige blinde voor de Duitsers geen waarschijnlijke kandidaat was voor de uitvoer van illegale activiteiten. Hij vervoerde onder meer stenguns naar verzetsgroepen en verzamelde inlichtingen.
H.J. van Aalderen
· P. van As
· M. Assies
· J.J. Barendsen
· J.A. Beekman
· H.D.J. Beernink
· L.R. Beijnen
· C.J. van den Berg-van der Vlis
· L.A. Bleys
· G. de Boer
· A.A. Bontekoe
· E.J. Bosch ridder van Rosenthal
· D.A. van den Bosch
· I.J. van den Bosch
· J.H. Bosch
· J.C.J. baron Brantsen
· A.L. Charroin
· F.G.M. Conijn
· M. Crans
· R.J. Dam
· F. Datema
· K.H. Derkzen van Angeren
· H. Dienske
· J.L.G. Doornik
· V. Dreyfus
· N. Dupont
· F. Duwaer
· S. Esmeijer
· G.H. Gelder
· J. Gelderman
· W.J. Gertenbach
· E.A. Giran
· O. Giran
· C.H. de Groot
· P.G.S. Guermonprez
· A. Hahn
· W. van Hall
· J.C.H.F. van Hanxleden Houwert
· Th.W.L. baron van Heemstra
· J.J. Hendrikx
· J.L. Hesselberg
· W.J. Heukels
· I. van der Horst
· J. ter Horst
· H.P. Hos
· J.F.H.M. baron van Hövell van Wezeveld en Westerflier
· B. IJzerdraat
· L. Jansen
· A. Kalter
· G.W. Kastein
· A. Keuter
· T.J. Kroeze
· D.M.R.H. Kroon
· H.Th. Kuipers-Rietberg
· A. Meerwaldt
· J.A.A. Mekel
· J.D. van Melle
· D.C.B. Mesritz
· M.-L.C. Meunier
· J.J. Mohr
· J.L. Moonen
· A.C. Nagtegaal
· F. Nieuwenhuijsen
· B. Oosthoek
· J. Oranje
· T. Pannekoek
· J. Post
· A.J. Rozeman
· V.H. Rutgers
· F.R. Ruys
· W. Santema
· J.J. Schaft
· Jhr. J. Schimmelpenninck
· R.L.A. Schoemaker
· G. Schoonman
· W.P. Speelman
· M. van der Stoep
· B.M. Telders
· A.O.H. Tellegen
· O.R. Thomsen
· G. Tieman
· T.W. de Tourton Bruijns
· L.M. Valstar
· G.J. van der Veen
· D. Verloop
· M.A.E. Verspyck
· P.M.R. Versteegh
· C. Vlot
· G. Weidner
· J.H. Westerveld
· H.B. Wiardi Beckman
· J.W. Wildschut
· J.R.E. Wüthrich
· L. Zwanenburg
· Onbekende Joodse soldaat